# Козлов Сергій Валентинович
Сергій Валентинович Козлов (нар. 16 грудня 1957, Свердловська область, РРФСР) — радянський та український футболіст, півзахисник, по завершенні кар'єри — футбольний тренер.

## Кар'єра гравця
Футбольну кар'єру розпочав 1980 року в криворізькому «Кривбасі». Наступного року перейшов до аматорського клубу «Титан» (Армянськ). По ходу сезону 1982 року перейшов у севастопольської «Атлантики». У 1984 році перебрався до нікопольського «Колосу», але виступав лише за дублюючий склад. Наступного сезону повернувся до «Титану», в якому виступав до 1988 року. З 1989 по 1990 рік грав за «Таврії» (Новотроїцьке) у чемпіонаті Херсонської області. У 1991 році повернувся до армянського «Титану». Наступного року взяв участь у першому розіграші Другої ліги чемпіонату України. Футбольну кар'єру завершив 1995 року в складі армянського клубу.

## Кар'єра тренера
По завершенні кар'єри гравця розпочав тренерську діяльність. З 1996 по 2004 році працював тренером, тренером у ДЮСШ та головним тренером армянського «Титану». З 2004 по 2005 року очолював криворізький «Гірник». З 2005 по 2014 рік працював тренером та головним тренером армянського «Титану».